# Одеська область
Оде́ська о́бласть (Одещина) — область у Південній Україні. Найбільша за територією область України. На півночі та сході межує (за годинниковою стрілкою) з Вінницькою, Кіровоградською та Миколаївською областями України, омивається водами Чорного моря, на півдні — з Румунією, на заході — із Молдовою. До складу області входить також о. Зміїний.
Одеську область було утворено 27 лютого 1932 року, коли ЦВК СРСР затвердив постанову IV позачергової сесії ВУЦВК від 9 лютого 1932 року про створення на території Української СРР п'яти областей. У 1954 році до її складу увійшла територія колишньої Ізмаїльської області (територія від Дністровського лиману до р. Дунай).
Площа області співставна з територією таких країн, як Молдова та Бельгія.
Станом на 1 січня 2022 року кількість населення області становила 2 351 392 осіб (5,71 % мешканців України, без урахування тимчасово окупованої території АР Крим і м. Севастополя).

## Історія
Територія сучасної Одеської обл. заселена з часів пізнього палеоліту. Також знайдені залишки поселень часів мезоліту та неоліту, пам'ятки трипільської, гумельницької та усатівської культур. Доба бронзи представлена пам'ятками скотарських і землеробських культур (зокрема, ямної, катакомбної та зрубної культурно-історичної спільності, сабатинівської та білозерської культур). Із VII по III ст. до н. е. господарями цієї території були скіфи, а з II ст. до н. е. по III ст. н. е. — сармати. У VI ст. до н. е. на чорноморському узбережжі греки почали засновувати колонії (у тому числі Тіру та Ніконій), які проіснували до епохи Великого переселення народів. У III—IV ст. територія Одеської обл. входить у зону поширення черняхівської культури. Починаючи від навали гунів (кінець IV ст.), у причорноморських степах домінували кочові тюркські народи (авари, болгари, печеніги, половці).
З 1240-х по XIV століття територія Одеської області належала Золотій Орді. Наприкінці XIII століття на руїнах античної Тіри виникло місто Аккерман (Білгород), яке стало важливим торговим осередком Північно-Західного Причорномор'я. Наприкінці XIV століття Білгород разом з усім Буджаком відійшов до Молдовського князівства, а степи на схід від Дністра — до Великого князівства Литовського. Наприкінці XV — у 1-й третині XVI століття майже вся територія сучасної Одещини увійшла до володінь Османської імперії (Очаківсько-Сілістрійський ейялет).
Після російсько-турецької війни 1787—1792 більша частина території сучасної області за Ясським мирним договором відійшла до Російської імперії. Протягом 1797—1802 Одещина входила до складу Новоросійської губернії, а з 1803 — до Херсонської губернії. Частина території краю, приєднана до Російської імперії в результаті російсько-турецької війни 1806—1812, входила до складу Бессарабської області, яка з 1818 мала автономний статус, а після 1828 приєднана до Новоросійського генерал-губернаторства. Наприкінці XVIII століття почалося інтенсивне заселення Причорномор'я та Буджацького степу. Тут з'явилися численні болгарські, гагаузькі й німецькі колонії.
В 1807 російський уряд санкціонував створення Усть-Дунайського козацького війська, яке того ж року було ліквідоване, але в 1828 відновлене (та існувало до 1868). Південна частина Буджаку з містом Ізмаїл після Кримської війни відійшла до Молдовського князівства. Після російсько-турецької війни 1877—1878 ця територія була повернута Російській імперії, за виключенням більшої частини дельти Дунаю.
21 грудня 1917 року Одеса була оголошена вільним містом. З грудня 1917 по березень 1918 року південна частина області (Буджак) входила до складу Молдовської Демократичної Республіки. З січня до березня 1918 року в центральній частині сучасної області існувала маріонеткова Одеська Радянська Республіка. У березні 1918 року Румунське королівство анексувало Молдовську Демократичну Республіку, а разом з нею і Південну Бессарабію.
У 1920 році утворено Одеську губернію, а через два роки до неї було приєднано Миколаївську губернію. Протягом 1923—1930 років існувала Одеська округа, а протягом 1923—1930 і 1937—1962 рр. також — Одеський район. Постановою ВУЦВК від 12 жовтня 1924 року «Про утворення Автономної Молдавської СРР» з частини території Балтської і Одеського округ Одеської губернії і Тульчинської округи Подільської губернії була утворена Автоно́мна Молдавська Соціалістична Радянська Республіка у складі Української СРР.
|                                                 |  |  |
| Ювілейна монета НБУ присвячена Одеській області |  |  |

Одеську область було утворено постановою 4-ї позачергової сесії ВУЦВК 12-го скликання від 9 лютого 1932 року, її первинна територія включала міста Одеса, Зінов'євське (нині Кропивницький), Миколаїв, Херсон і 46 районів. У жовтні 1937 року регіон зменшився за рахунок утворення Миколаївської області, у січні 1939 року — у зв'язку зі створенням Кіровоградської області.
У 1940 році північно-східні райони МАРСР (Ананьївський, Балтський, Валегоцулівський, Кодимський, Котовський, Красноокнянський (у тому числі колишній Ставрівський), Піщанський та Чорнянський) — передано до складу Одеської області УРСР.
Під час Другої світової війни вся сучасна Одещина була окупована Королівством Румунія (жовтень 1941 — серпень 1944), при цьому Буджак був включений безпосередньо до державної території Румунії як частина губернаторства Бессарабія, а терени на схід від Дністра — до Трансністрії.
У березні 1944 року регіон востаннє зменшився за рахунок створення Херсонської області. У 1954 році до складу області увійшла Ізмаїльська область.
В Одеській області 11 травня 2025 року -стався землетрус  .

## Адміністративно-територіальний устрій

### Загальна інформація
Адміністративний центр області — місто Одеса.
Склад області станом на 1 січня 2022 року:
- районів — 7[7];
- міст — 19;
- районів у містах — 4;
- селищ міського типу — 33;
- населених пунктів — 1174 (міських — 52, сільських — 1122).

громади:
- міські — 19;
- селищні — 25;
- сільські — 47.

ради громад:
- міські — 19;
- селищні — 25;
- сільські — 47.

інші ради:
- обласна — 1;
- районні — 7;
- районів у містах — 0.

### Райони
| № | Назва                        | Адміністративний центр    | Площа, км² | Населення, осіб (на 1 січня 2022) | Щільність населення осіб/км² | міст | населених пунктів | громад | Адм. устрій |
| - | ---------------------------- | ------------------------- | ---------- | --------------------------------- | ---------------------------- | ---- | ----------------- | ------ | ----------- |
| 1 | Березівський район           | м. Березівка              | 5546,1     | 104969                            | 18,93                        | 1    | 226               | 16     | Адм. устрій |
| 2 | Білгород-Дністровський район | м. Білгород-Дністровський | 4367,7     | 196618                            | 45,02                        | 2    | 134               | 16     | Адм. устрій |
| 3 | Болградський район           | м. Болград                | 4489,8     | 144377                            | 32,16                        | 2    | 99                | 10     | Адм. устрій |
| 4 | Ізмаїльський район           | м. Ізмаїл                 | 3237,4     | 204745                            | 63,24                        | 4    | 52                | 6      | Адм. устрій |
| 5 | Одеський район               | м. Одеса                  | 3878,1     | 1378490                           | 355,45                       | 5    | 155               | 22     | Адм. устрій |
| 6 | Подільський район            | м. Подільськ              | 7056,5     | 220786                            | 31,29                        | 4    | 299               | 12     | Адм. устрій |
| 7 | Роздільнянський район        | м. Роздільна              | 3572,2     | 101407                            | 28,39                        | 1    | 209               | 9      | Адм. устрій |

| №  | Назва                        | Адм. центр                | Адм. устрій |
| -- | ---------------------------- | ------------------------- | ----------- |
| 1  | Ананьївський район           | м. Ананьїв                | Адм. устрій |
| 2  | Арцизький район              | м. Арциз                  | Адм. устрій |
| 3  | Балтський район              | м. Балта                  | Адм. устрій |
| 4  | Березівський район           | м. Березівка              | Адм. устрій |
| 5  | Білгород-Дністровський район | м. Білгород-Дністровський | Адм. устрій |
| 6  | Біляївський район            | м. Біляївка               | Адм. устрій |
| 7  | Болградський район           | м. Болград                | Адм. устрій |
| 8  | Великомихайлівський район    | смт Велика Михайлівка     | Адм. устрій |
| 9  | Захарівський район           | смт Захарівка             | Адм. устрій |
| 10 | Іванівський район            | смт Іванівка              | Адм. устрій |
| 11 | Ізмаїльський район           | м. Ізмаїл                 | Адм. устрій |
| 12 | Кілійський район             | м. Кілія                  | Адм. устрій |
| 13 | Кодимський район             | м. Кодима                 | Адм. устрій |
| 14 | Лиманський район             | смт Доброслав             | Адм. устрій |
| 15 | Любашівський район           | смт Любашівка             | Адм. устрій |
| 16 | Миколаївський район          | смт Миколаївка            | Адм. устрій |
| 17 | Овідіопольський район        | смт Овідіополь            | Адм. устрій |
| 18 | Окнянський район             | смт Окни                  | Адм. устрій |
| 19 | Подільський район            | м. Подільськ              | Адм. устрій |
| 20 | Ренійський район             | м. Рені                   | Адм. устрій |
| 21 | Роздільнянський район        | м. Роздільна              | Адм. устрій |
| 22 | Савранський район            | смт Саврань               | Адм. устрій |
| 23 | Саратський район             | смт Сарата                | Адм. устрій |
| 24 | Тарутинський район           | смт Тарутине              | Адм. устрій |
| 25 | Татарбунарський район        | м. Татарбунари            | Адм. устрій |
| 26 | Ширяївський район            | смт Ширяєве               | Адм. устрій |

### Міста

#### Райони у містах
| № | Район         | Входження |
| - | ------------- | --------- |
| 1 | Київський     | м. Одеса  |
| 2 | Пересипський  | м. Одеса  |
| 3 | Приморський   | м. Одеса  |
| 4 | Хаджибейський | м. Одеса  |

#### Селища міського типу
| Найменування      | Рік віднесення до категорії смт | Адміністративне значення | Підпорядкування              | Найближча залізнична станція | Віддаль до неї, км |
| ----------------- | ------------------------------- | ------------------------ | ---------------------------- | ---------------------------- | ------------------ |
| Авангард          | 1995                            | центр ТГ                 | Одеський район               | Одеса-Західна                | 7                  |
| Соборне           | 1957                            |                          | Болградський район           | Соборне                      | —                  |
| Буджак            | 1961                            | центр ТГ                 | Болградський район           | Соборне                      | 12                 |
| Велика Михайлівка | 1961                            | центр ТГ                 | Роздільнянський район        | Веселий Кут                  | 17                 |
| Великодолинське   | 1957                            | центр ТГ                 | Одеський район               | Аккаржа                      | 2                  |
| Доброслав         | 1965                            | центр ТГ                 | Одеський район               | Кремидівка                   | 18                 |
| Затишшя           | 1964                            | центр ТГ                 | Роздільнянський район        | Затишшя                      | —                  |
| Затока            | 1965                            |                          | Білгород-Дністровський район | Бугаз                        | 5                  |
| Захарівка         | 1963                            | центр ТГ                 | Роздільнянський район        | Затишшя                      | 12                 |
| Зеленогірське     | 1978                            | центр ТГ                 | Подільський район            | Заплази                      | 3                  |
| Іванівка          | 1962                            | центр ТГ                 | Березівський район           | Буялик                       | 26                 |
| Лиманське         | 1957                            | центр ТГ                 | Роздільнянський район        | Кучурган                     | 10                 |
| Любашівка         | 1957                            | центр ТГ                 | Подільський район            | Любашівка                    | —                  |
| Миколаївка        | 1965                            | центр ТГ                 | Березівський район           | Березівка                    | 63                 |
| Нові Білярі       | 1974                            |                          | Одеський район               | Одеса-Сортувальна            | 45                 |
| Овідіополь        | 1970                            | центр ТГ                 | Одеський район               | Барабой                      | 14                 |
| Окни              | 1959                            | центр ТГ                 | Подільський район            | Чубівка                      | 20                 |
| Олександрівка     | 1977                            |                          | Одеський район               | Чорноморськ-Порт             | 1                  |
| Буялик            | 1957                            |                          | Березівський район           | Буялик                       | —                  |
| Радісне           | 1975                            |                          | Березівський район           | Новознам'янка                | 5                  |
| Раухівка          | 1998                            | центр ТГ                 | Березівський район           | Раухівка                     | —                  |
| Саврань           | 1957                            | центр ТГ                 | Подільський район            | Заплази                      | 39                 |
| Сарата            | 1957                            | центр ТГ                 | Білгород-Дністровський район | Сарата                       | —                  |
| Сергіївка         | 1975                            | центр ТГ                 | Білгород-Дністровський район | Білгород-Дністровський       | 25                 |
| Серпневе          | 1947                            |                          | Болградський район           | Бессарабка                   | 4                  |
| Слобідка          | 1938                            | центр ТГ                 | Подільський район            | Слобідка                     | —                  |
| Суворове          | 1961                            | центр ТГ                 | Ізмаїльський район           | Котлабух                     | 5                  |
| Таїрове           | 1982                            | центр ТГ                 | Одеський район               | Чорноморськ-Порт             | 5                  |
| Тарутине          | 1957                            | центр ТГ                 | Болградський район           | Соборне                      | 7                  |
| Хлібодарське      | 1987                            |                          | Одеський район               | Одеса-Головна                | 15                 |
| Цебрикове         | 1961                            | центр ТГ                 | Роздільнянський район        | Веселий Кут                  | 12                 |
| Чорноморське      | 1988                            | центр ТГ                 | Одеський район               | Одеса-Головна                | 27                 |
| Ширяєве           | 1965                            | центр ТГ                 | Березівський район           | Затишшя                      | 32                 |

### Сільські населені пункти
До сільських населених пунктів відносяться селища та села. В Одеській області станом на 1 січня 2021 року було 23 селища і 1099 сіл. Одеська область є першою серед областей України за кількістю великих сіл. 
| №  | Назва           | Район                        | Населення (осіб) |
| -- | --------------- | ---------------------------- | ---------------- |
| 1  | Нерубайське     | Одеський район               | 8558             |
| 2  | Дачне           | Одеський район               | 8549             |
| 3  | Усатове         | Одеський район               | 8483             |
| 4  | Випасне         | Білгород-Дністровський район | 7675             |
| 5  | Великий Дальник | Одеський район               | 7655             |
| 6  | Шабо            | Білгород-Дністровський район | 7108             |
| 7  | Кубей           | Болградський район           | 6544             |
| 8  | Фонтанка        | Одеський район               | 6260             |
| 9  | Маяки           | Одеський район               | 5937             |
| 10 | Шевченкове      | Ізмаїльський район           | 5625             |
| 11 | Камчик          | Білгород-Дністровський район | 5528             |
| 12 | Озерне          | Ізмаїльський район           | 5370             |
| 13 | Старокозаче     | Білгород-Дністровський район | 5278             |
| 14 | Плахтіївка      | Білгород-Дністровський район | 5237             |
| 15 | Троїцьке        | Одеський район               | 5178             |
| 16 | Городнє         | Болградський район           | 5104             |

Селища області:
- Аліяга
- Богатирівка
- Біле
- Борщі
- Дзинілор
- Дослідне
- Дружба
- Ковбасова Поляна
- Ліски
- Мигаєве
- Набережне
- Нова Ковалівка
- Новий Орач
- Орлівка
- Пасічне
- Прибережне
- Радісне
- Розселенець
- Світле
- Степове
- Усатове
- Чубівка

## Географічне розташування
Область займає територію Північно-Західного Причорномор'я від гирла ріки Дунай до Тилігульського лиману, а від моря на північ — на 250 км.
На півночі Одеська область межує з Вінницькою та Кіровоградською, на сході — з Миколаївською областями, на заході — з Молдовою, а на південному заході — з Румунією. Всього в межах області пролягає 1362 км державного кордону України. Площа Одеської області становить 5,5 % території України.
Геополітичне розташування Одещини обумовлене як вигідним транспортно-географічним розміщенням, так і зростаючою активізацією її участі у великих європейських міжрегіональних організаціях — Асамблеї європейських регіонів і Робітничої співдружності придунайських країн. Будучи частиною морського фасаду країни, Одеська обл. значною мірою сприяє активній участі України в роботі країн-членів Чорноморського економічного співробітництва.

### Гідрографія

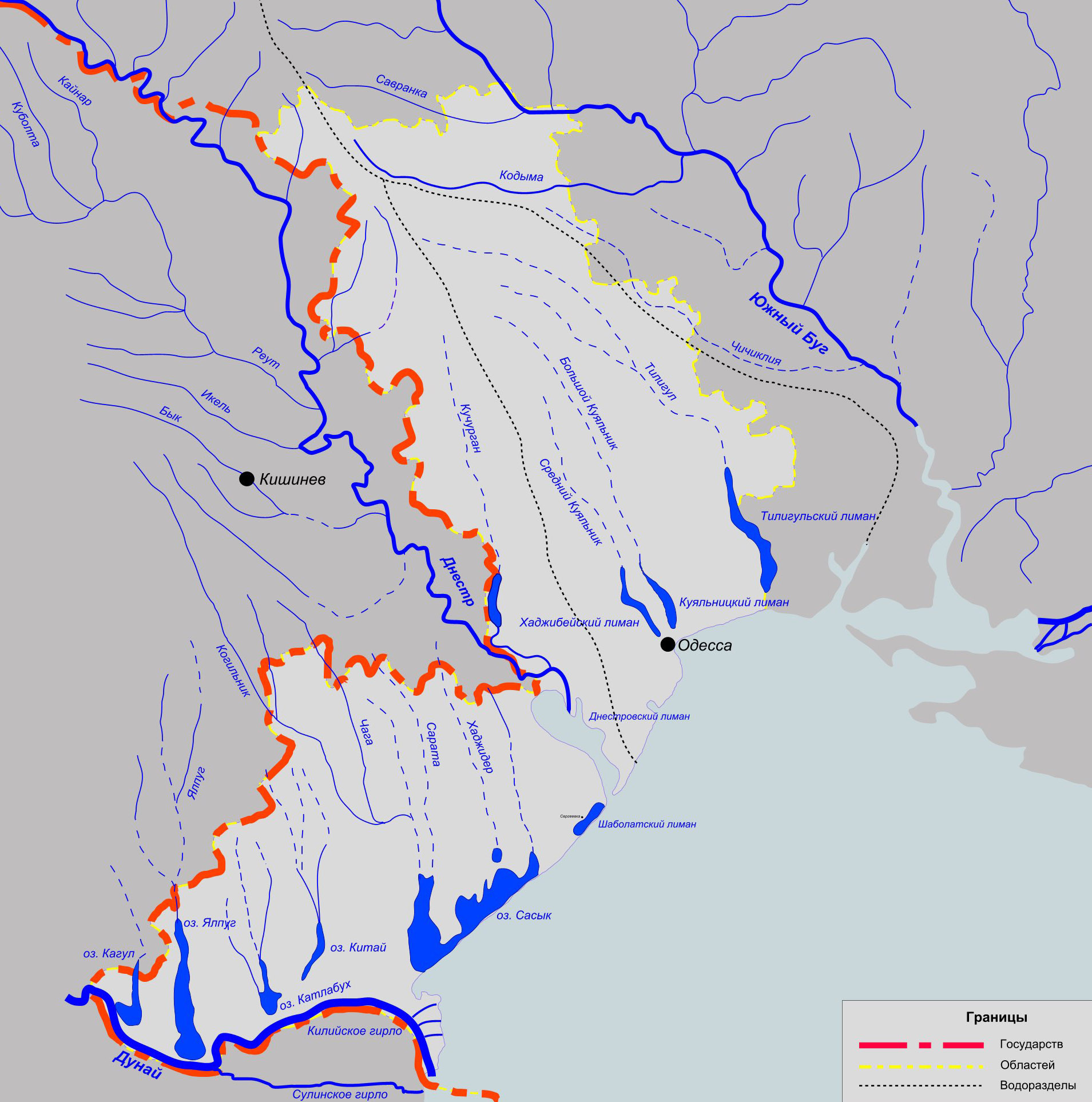
Гідрографічна мережа області

У межах обл. розташовані 1134 малих річок і струмків, 15 прісноводних та морських лиманів (найбільші Дністровський, Тилігульський, Хаджибейський, Алібей, Бурнас, Будакський, Куяльницький, Кучурганський), 68 водосховищ, 45 озер (з них  прісноводні: Кагул, Ялпуг, Катлабух; солоноводні: Сасик, Шагани, Алібей, Бурнас). Також на узбережжі Чорного моря розташовано ряд лиманів, повністю або частково відгороджених від моря пересипами, найбільші з яких — Хаджибейський, Куяльницький та Тилігульський.
Річкова мережа області належить до басейнів Дунаю, Дністера, Південного Бугу та безпосередньо Чорного моря. На території області налічується близько 200 річок довжиною більш ніж 10 км, велика кількість з яких влітку пересихає.
Найбільші річки: Дунай (із Кілійським гирлом), Дністер (із притокою Кучурган), Кодима, Саврань (притока Південного Бугу), Тилігул. Великі річки мають важливе значення для судноплавства, зрошення, вироблення електроенергії (єдина в області — Савранська ГЕС).
Довжина морських і лиманних узбереж Одеської області від гирла ріки Дунай до Тилігульського лиману сягає 300 км.

## Природа

### Природоохоронні зони
Природно-заповідний фонд Одеської області станом 1 січня 2018 року мав у своєму складі 123 об’єкта, з них 16 — загальнодержавного значення, та 107 — місцевого значення. Загальна площа об’єктів природно-заповідного фонду становить 159974,1992 га. З урахуванням того, що 12 об’єктів загальною площею 9133,25 га знаходилися у складі природно-заповідних територій, фактично займана ПЗФ площа в області становила 150840,9492 га. Відношення площі ПЗФ до площі рбласті («показник заповідності») становила 4,5 %.
На території області розташовано ряд великих об'єктів природно-заповідного фонду регіонального, національного і міжнародного масштабу. Область має перспективи для розвитку біосферно-природоохоронного сектора економіки.
У пониззі великих рік (Дунай, Дністер) і лиманів, на морських узбережжях і в шельфовій зоні розташовані високоцінні й унікальні природні комплекси, водно-болотні угіддя, екосистеми, що формують високий біосферний потенціал регіону, який має національне і міжнародне значення.
Заповідники:
- Дунайський біосферний заповідник

Заказники:
- Савранський ліс
- Дністровські плавні
- Філофорне поле Зернова

### Природні ресурси
Головне природне багатство області — її земельні ресурси, що представлені переважно чорноземними ґрунтами з високою природною родючістю. У сполученні з теплим степовим кліматом вони формують високий агропромисловий (сільськогосподарський) потенціал регіону.
В області понад 2,5 млн га сільськогосподарських угідь, у тому числі більш 2 млн га ріллі, понад 80 тис. га виноградників і садів.
Клімат краю, особливо в південній частині області, посушливий. Тому тут майже 10 % оброблюваних земель зрошуються. Тепле море, лікувальні грязі, мінеральні води, морські пляжі створюють винятково високий рекреаційний потенціал Одещини.

## Населення
За кількістю населення область посідає 6 місце серед усіх областей України та АР Крим.
В Одеській області загальна кількість наявного населення, за даними Всеукраїнського перепису населення, становила 2 млн. 469 тис. осіб.
Кількість міського населення, за результатами Всеукраїнського перепису, становила 1 млн. 625 тис. осіб, або 65,8 %, сільського — 844 тис. осіб, або 34,2 %.
За результатами Всеукраїнського перепису населення, кількість чоловіків становила 1 млн. 155 тис. осіб, або 46,8 %, жінок — 1 млн. 314 тис. осіб, або 53,2 %.
За роки, що минули після перепису населення 1989 року, кількість міст та селищ міського типу області збільшилась на 2 одиниці і на дату Всеукраїнського перепису населення склала 52.
Загальна кількість постійного населення в Одеській області станом на 5 грудня 2001 року становила 2 млн. 456 тис. осіб, у тому числі міського населення — 1 млн. 605 тис. осіб, або 65,3 %, сільського — 851 тис. осіб, або 34,7 %, чоловіків — 1 млн. 149 тис. осіб, або 46,8 %, жінок — 1 млн. 307 тис. осіб, або 53,2 %.
Віковий склад населення, зафіксований Всеукраїнським переписом населення, характеризується наступним чином: зменшення частки дітей у загальній кількості населення поряд із суттєвим збільшенням частки осіб у віці, старшому за працездатний, значно ускладнює сучасну демографічну ситуацію в області і зумовлює ростуче старіння населення.
Особливістю національного складу населення Одеської області є його багатонаціональність, за даними Всеукраїнського перепису населення, на території області проживали представники 133 національностей і народностей. У національному складі населення переважна більшість українців, чисельність яких становила 1542,3 тис. осіб, або 62,8 % від загальної кількості населення.
Мовний склад населення характеризується такими даними: українську мову вважали рідною 46,3 % населення області, що на 5,1 відсоткового пункти більше, ніж за даними перепису 1989. Російську мову визначили як рідну 41,9 % населення, що на 5,2 відсоткового пункти менше ніж за даними перепису 1989.
Результати Всеукраїнського перепису населення засвідчили тенденцію до підвищення рівня освіти населення, зростання кількості осіб, які мають вищу і повну загальну освіту. Кількість населення, яке мало вищу та загальну середню освіту, становила 1,8 млн осіб, що перевищило відповідний показник перепису населення 1989 року на 9 %.

### Національний склад
Особливістю національного складу населення Одеської області є її багатонаціональність, за даними Всеукраїнського перепису населення на території області проживали представники 133 національностей і народностей.
Найбільша строкатість в національному складі спостерігається в південно-західній частині області в межиріччі Дністра та Дунаю. Тут переважає українське населення — 35,8 %, болгари — 24,8 %, росіяни — 17,7 %, молдовани — 15,2 %, гагаузи — 4,6 % та ін. В північних та центральних районах населення однорідніше за національним складом та складається здебільшого з українців.
В області працюють школи національних меншин: 238 шкіл з російською мовою навчання, 11 — з румунською, 180 шкіл, де вивчається декілька мов (болгарська, гагаузька, грецька). Функціонують дві єврейські школи, одна з них приватна; дві недільні школи, в яких навчаються 48 учнів (1 — німецька, 1 — вірменська).
Підготовку кадрів для вищеназваних шкіл здійснюють Ізмаїльський гуманітарний  університет та Білгород-Дністровське педагогічне училище, де вивчаються болгарська і румунська мови.

### Мовний склад населення

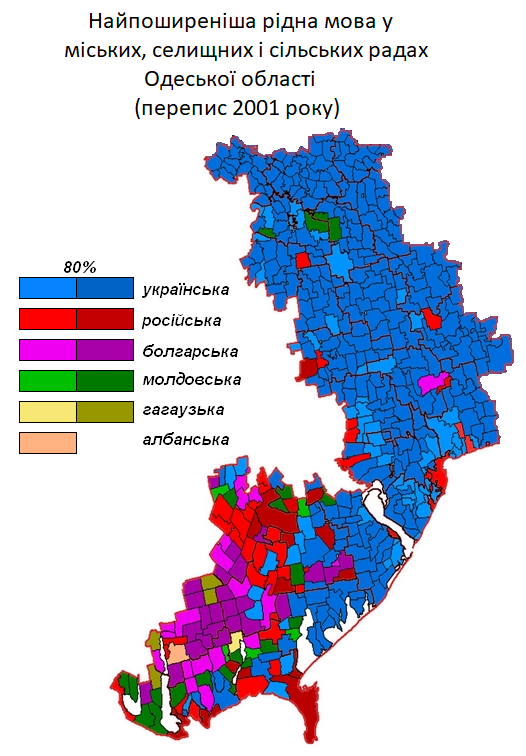
За даними перепису населення України 2001 року, українська мова була рідною для більш як 46 % населення Одеської області: вона була панівною в у дев'ятьох з дев'ятнадцяти міст регіону, абсолютній більшості селищних і сільських рад північної та центральної частин області, а також східної (прибережної) частини Буджаку. Російська мова була найпоширенішою в низці селищних і сільських рад, більшість з яких знаходиться у південній частині регіону, місті Одеса та ще дев'ятьох містах Одещини. Також в області (здебільшого у південній її частині) поширені болгарська, молдовська (румунська), гагаузька й албанська мови.

Рідна мова населення районів, міст і міських рад Одеської області за даними перепису 2001 року:
| Райони та міста обласного значення | українська | російська | болгарська | румунська | гагаузька |
| ---------------------------------- | ---------- | --------- | ---------- | --------- | --------- |
| Одеська область                    | 46,3       | 42,0      | 4,9        | 3,8       | 0,9       |
| Одеса                              | 30,4       | 64,8      | 0,4        | 0,3       | 0,1       |
| Білгород-Дністровський (міськрада) | 41,8       | 54,3      | 1,6        | 1,2       | 0,2       |
| Ізмаїл                             | 18,0       | 74,2      | 4,6        | 1,8       | 0,4       |
| Чорноморськ (міськрада)            | 41,4       | 57,3      | 0,3        | 0,3       | 0,0       |
| Подільськ                          | 70,3       | 26,5      | 0,0        | 2,3       | 0,0       |
| Теплодар                           | 55,8       | 42,4      | 0,4        | 0,6       | 0,1       |
| Південне                           | 44,8       | 53,7      | 0,5        | 0,2       | 0,1       |
| Ананьївський район                 | 78,2       | 5,3       | 0,1        | 16,1      | 0,0       |
| Арцизький район                    | 18,2       | 42,8      | 34,0       | 3,1       | 0,8       |
| Балтський район                    | 89,3       | 8,7       | 0,1        | 1,5       | 0,0       |
| Білгород-Дністровський район       | 80,8       | 13,0      | 0,6        | 5,0       | 0,2       |
| Біляївський район                  | 80,3       | 16,9      | 0,2        | 1,3       | 0,1       |
| Березівський район                 | 88,0       | 9,0       | 0,2        | 1,0       | 0,2       |
| Болградський район                 | 4,9        | 16,3      | 57,6       | 1,0       | 17,8      |
| Великомихайлівський район          | 80,4       | 15,4      | 0,6        | 3,0       | 0,1       |
| Захарівський район                 | 92,1       | 3,2       | 0,1        | 4,1       | 0,0       |
| Іванівський район                  | 72,6       | 17,6      | 6,5        | 2,2       | 0,3       |
| Ізмаїльський район                 | 26,3       | 21,6      | 24,9       | 26,2      | 0,3       |
| Кілійський район                   | 36,1       | 44,2      | 2,5        | 12,8      | 3,7       |
| Кодимський район                   | 95,5       | 3,4       | 0,1        | 0,8       | 0,0       |
| Лиманський район                   | 77,3       | 20,5      | 0,6        | 0,7       | 0,1       |
| Любашівський район                 | 93,1       | 2,7       | 0,0        | 3,7       | 0,0       |
| Миколаївський район                | 93,4       | 2,6       | 0,2        | 2,7       | 0,0       |
| Овідіопольський район              | 69,6       | 27,8      | 0,5        | 0,8       | 0,1       |
| Окнянський район                   | 86,1       | 6,6       | 0,1        | 6,9       | 0,1       |
| Подільський район                  | 69,0       | 7,7       | 0,1        | 22,8      | 0,0       |
| Роздільнянський район              | 68,1       | 28,4      | 0,3        | 2,5       | 0,1       |
| Ренійський район                   | 7,3        | 37,9      | 6,6        | 40,8      | 6,8       |
| Савранський район                  | 96,0       | 2,4       | 0,1        | 1,1       | 0,0       |
| Саратський район                   | 41,3       | 21,4      | 19,1       | 17,6      | 0,2       |
| Тарутинський район                 | 18,8       | 32,9      | 31,7       | 12,7      | 3,3       |
| Татарбунарський район              | 72,4       | 7,7       | 10,7       | 8,5       | 0,1       |
| Ширяївський район                  | 91,1       | 3,6       | 0,2        | 4,3       | 0,1       |

#### Опитування
За результатами соціологічного дослідження, проведеного фондом «Демократичні ініціативи імені Ілька Кучеріва» з 21 по 27 жовтня 2022 року, 57,8 % опитаних жителів Одеської області назвали українську мову рідною, 28,8 % — російську, 5,4 % — іншу мову, 7,9 % заявили, що їм важко сказати, яку мову вони вважають рідною, або відмовилися відповідати.
За результатами соціологічного дослідження, проведеного фондом «Демократичні ініціативи імені Ілька Кучеріва» з 10 по 21 липня 2023 року, частка респондентів, що послуговуються вдома українською мовою, зросла до 42 % (з 26 % у 2021-му), тоді як частка тих, що послуговуються вдома російською впала до 54 %. На запитання «Як Ви ставитеся до обов’язкового використання української мови у сфері обслуговування (магазини, кафе, перукарні, розважальні заклади)?» 59 % відповіли «Позитивно», 13 % — «Негативно», 17 % — «Мені байдуже», 12 % — «Важко відповісти». На запитання «Чи вважаєте Ви допустимим виконання у публічному просторі Вашого селища/міста пісень російською мовою, наприклад виконання вуличними музикантами, прослуховування таких пісень у кафе/ресторанах чи супермаркетах тощо?» 30 % відповіли «Ні», 37 % — «Так», 20 % — «Мені байдуже», 12 % — «Важко відповісти».

## Релігія
Чисельність парафій християнських церков різних конфесій станом на 1 січня 2009 року на Одещині:

### Православна церква України
- Єпархій: 1 (Одеська єпархія)
- Парафій: 120
- Монастирів: 1
- Священослужителів: 74
- Недільних шкіл: 8
- Періодичних видань: 1

### УПЦ МП
- Єпархій: 2 (Одеська та Балтська)
- Парафій: 532
- Монастирів: 10
- Священослужителів: 445
- Недільних шкіл: 313
- Періодичних видань: 4

### УГКЦ
- Єпархій: 1 (Одеський)
- Парафій: 78
- Монастирів: 5
- Священослужителів: 44
- Недільних шкіл: 25
- Періодичних видань: немає

## Економіка
ВРП Одеської області на 2016 рік склав  119800 млн грн.

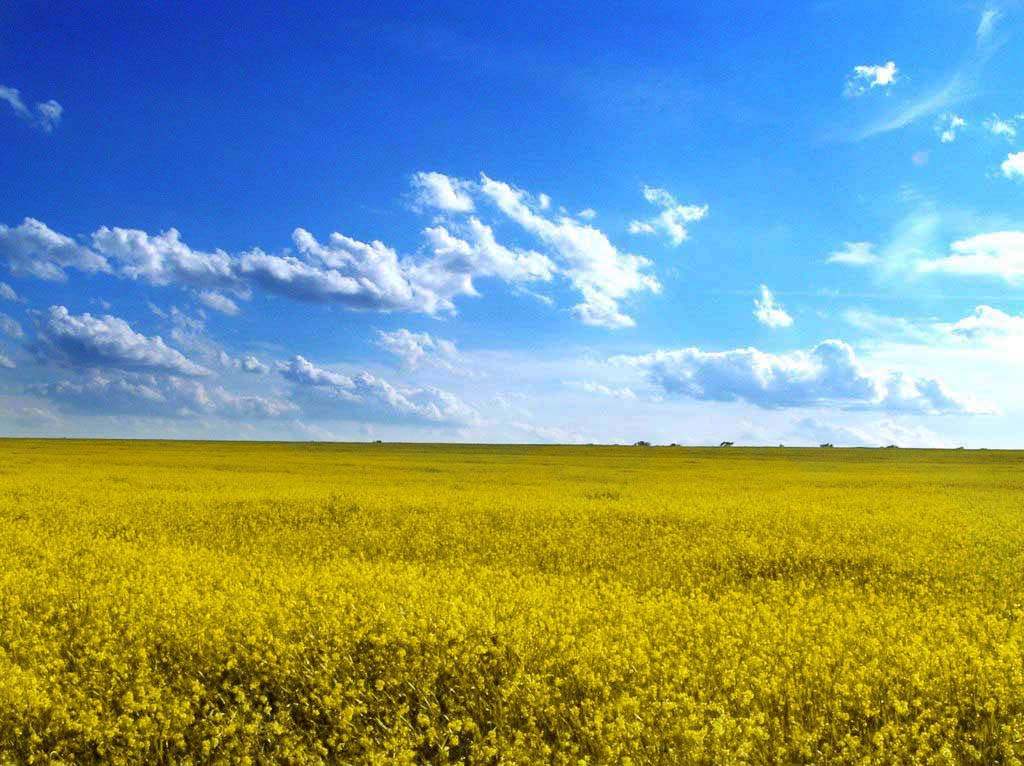
Поле в Одеській області

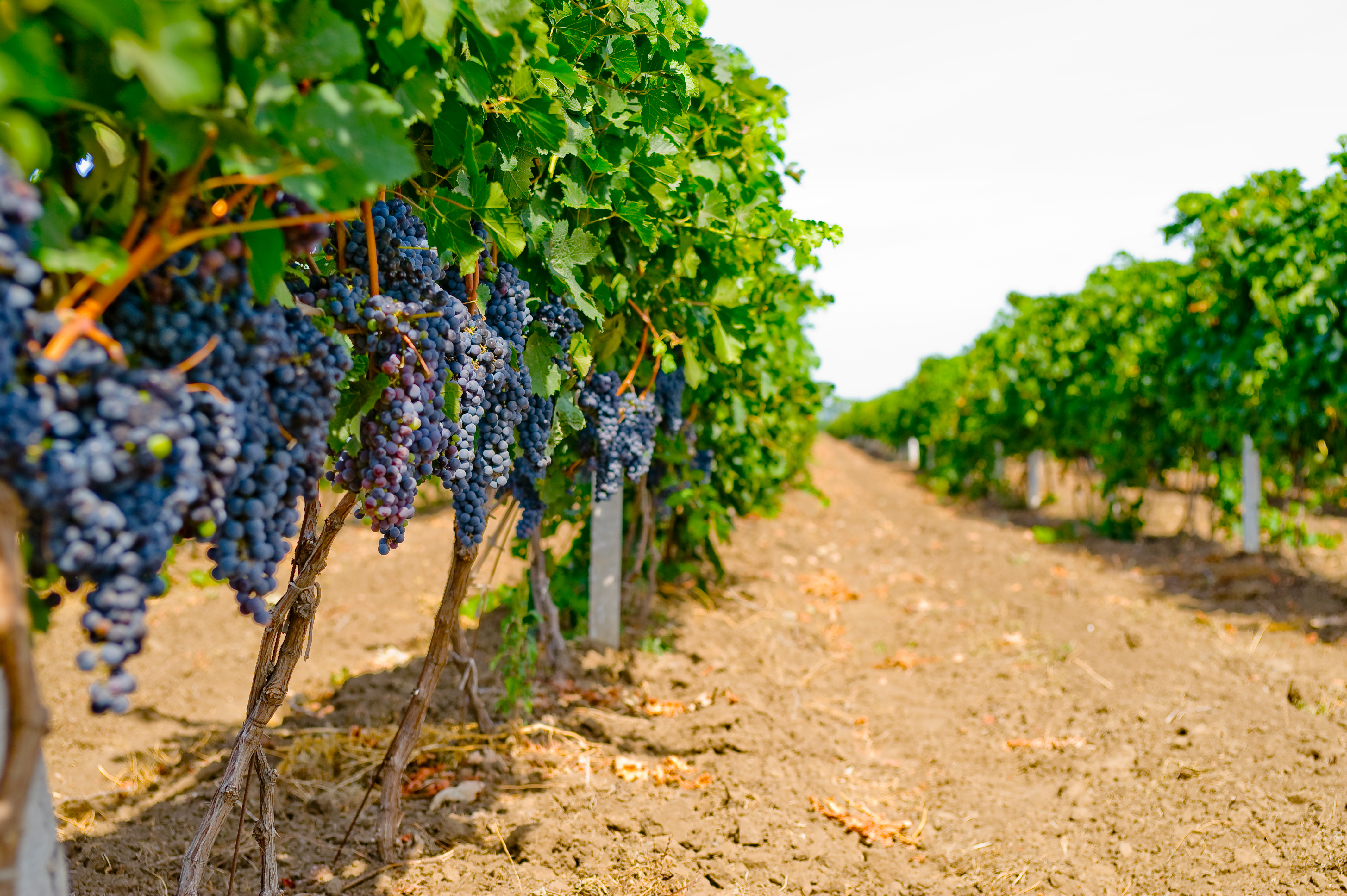
Виноградники в селі Шабо

У галузі виробничої спеціалізації Одеська область виконує такі функції:
- є головним морським зовнішньоторговельним виходом країни;
- обслуговує міжнародні транзитні вантажопотоки та пасажиропотоки, виконує найважливіші транспортно-розподільні функції на національному і міжнародному рівнях;
- є провідним регіоном України за рівнем розвитку морегосподарського комплексу і галузей, зв'язаних із використанням ресурсів моря і світового океану;
- є одним із найперспективніших регіонів України щодо розвитку зовнішньоекономічної діяльності, спільного підприємництва, формування спеціальних (вільних) економічних зон;
- має значний науково-технічний і проектно-конструкторський потенціал, є центром підготовки кадрів, а також здійснення науково-технічної, інформаційної, інноваційної й інвестиційної діяльності регіонального і національного масштабу;
- є одним із найперспективніших рекреаційних регіонів приморського типу для розвитку туризму;
- виділяється як важливий регіон інтенсивного сільського господарства з високою часткою зрошуваного рільництва й індустрією переробки сільськогосподарської продукції;
- є одним із центрів машинобудування, легкої і хімічної промисловості регіонального і національного масштабу.

### Сільське господарство
Станом на 01.01.2002 в області зареєстровано 1031 сільськогосподарське підприємство. На базі 483 колективних сільськогосподарських підприємств створено 857 агроформувань ринкового типу, із них 15,1 % становлять приватні підприємства, 32,1 % — господарські товариства, 31,7 % — сільськогосподарські кооперативи, 17,7 — селянські (фермерські) господарства, 3,4 % — інші суб'єкти господарювання. Визначено 697 правонаступників підприємств за майновими зобов'язаннями реорганізованих КСП.
Загальна чисельність власників майнових паїв становить 346,2 тис. осіб, чисельність громадян, які набули права на земельну частку — 369,1 тис. осіб.
Державні акти, що дають право приватної власності на землю, отримали 75,9 тис. осіб.

### Промисловість
Основними промисловими галузями Одеської області є машинобудування та металообробка, паливна промисловість, хімічна та нафтохімічна промисловість, медична промисловість, легка промисловість, харчова промисловість. На території області розміщені унікальні промислові підприємства, що мають загальнодержавне значення: Одеський припортовий завод, який виробляє мінеральні добрива; ВАТ «Одеський завод радіально-свердлильних верстатів» — єдине у країні підприємство, що випускає алмазно-розточні, координатно-розточні, радіально-свердлильні і хонінгувальні верстати — єдине на півдні України підприємство — виробник литва чорних і кольорових металів для машинобудування, Одеський завод «Центроліт», ВАТ ОЗПВ «Мікрон» — провідне підприємство верстатобудівної галузі, яке виробляє металорізальні верстати з числовим програмним управлінням, багатоцільові свердлильно-фрезерно-розточні верстати. Південний державний науково-виробничий центр «Прогрес» — підприємство з переробки брухту та відходів, які містять дорогоцінні метали.
- Інвестиційна карта Одеської області

## Злочинність
Рівень злочинності у 2008 році — 833,8 злочинів на 100 тис. наявного населення, за 2012 рік на 10 тис. населення складає 103 злочині, з них 42 тяжких та особливо тяжких, у 2016 році — 1449,6 злочинів на 100 тис. наявного населення. В цілому спостерігається негативна тенденція до зростання рівня злочинності в Одеській області. Найбільший рівень злочинності серед районів Одеської області у 2010 році мали Лиманський та Овідіопольський райони, у 2017 році — Лиманський район та місто Білгород-Дністровський. Під час дії воєнного стану кількість злочинів на Одещині зменшилась в півтора рази: з 40,6 до 25,6 кримінальних правопорушень на 10 тисяч населення та є нижчим ніж по державі.

## Міжнародне співробітництво
Одеська область є дійсним членом 6 європейських регіональних організацій:
- Асамблеї європейських регіонів;
- Асоціації європейських прикордонних регіонів;
- Робочої співдружності придунайських країн;
- Конференції приморських регіонів Європи;
- Асамблеї європейських виноробних регіонів;
- Єврорегіону «Нижній Дунай».

## Транспорт
Одеська область — приморський прикордонний район, розташований на південному заході України. У стратегічному плані територія області розташована дуже вигідно — на перетині найважливіших міжнародних водяних шляхів: дунайського, дністровського та дніпровського. Загальна довжина залізничної мережі області майже 1100 км, її обслуговує 100 залізничних станцій. Одещину перетинає також 7 автомагістралей. Усе це в сполученні з приморським розташуванням області, її транспортно-географічною своєрідністю робить Одещину могутнім експортно-імпортним потенціалом, що не може не враховуватися в проектах створення міжнародних транспортних коридорів Європейської комунікаційної інфраструктури єдиної транспортної системи країн-членів Чорноморського економічного співробітництва. Одеська область вирізняється серед інших областей провідним міжгалузевим морегосподарським комплексом, ступінь розвитку якого відбиває рівень соціально-економічного розвитку регіону.
Морегосподарський комплекс області включає в себе 7 морських портів (обсяг вантажопереробки портів області становить 74,1 % від усіх портів України), 5 судноремонтних заводів (64,8 %), найкрупніші державні судноплавні компанії (ДСК «ЧМП», ВАТ «Українське Дунайське пароплавство», СК «Укрферрі», ДСК «Укртанкер», ДСК «Укрріфер», ДСК «УМП») та понад 20 приватних судноплавних компаній, майже 80 приватних крюїнгових та понад 90 експедиторських і агентських компаній.
Систему морських торговельних портів утворюють 7 виробничих одиниць розташованих по всьому морському узбережжю області, і в гирлі р. Дунай. За географічним розташуванням і роллю в транспортному обслуговуванні економіки регіону і її зовнішньоекономічних зв'язків, а також за місцем розташування портів у системі міжнародних транспортних шляхів морські порти області можна розділити на дві основні групи. Дунайські порти: Рені, Ізмаїл, Усть-Дунайськ та регіон Чорного моря: Білгород-Дністровський, Чорноморськ, Одеса, Південне.
Одеська область розташована на перетині найважливіших міжнародних водних шляхів: Дунайський водний шлях після завершення будівництва в 1992 році каналу Дунай-Майн-Рейн є найкоротшим виходом із країн Європи в Чорне море, далі— у Закавказзя, Середню Азію, на Близький Схід. Річка Дністер зв'язує регіон з Молдовою, а Дніпро — з Центральною Україною і Білоруссю, а після завершення реконструкції Дніпровсько-Бузького і Дніпровсько-Неманського каналів — з Польщею і країнами Балтії. Волго-Донська система зв'язує Азово-Чорноморський басейн із Росією (аж до Санкт-Петербурга і Мурманська), Казахстаном, Туркменістаном, Азербайджаном, Іраном, забезпечуючи виходи до Каспійського, Балтійського і Білого морів.

## Туризм
Особливість економіко-географічного розташування області, сприятливі природно-кліматичні умови, різноманітні природні лікувальні ресурси, наявність піщаних пляжів, розвинута мережа водних, залізничних та автомобільних магістралей обумовлюють розвиток в області сфери туризму і рекреації.
Серед природних багатств, які активно використовуються у курортно-рекреаційному господарстві області, важливе місце посідають лікувальні грязі та ропа Куяльницького, Хаджибейського, Шаболатського лиманів, сірчано-водневі, гідрокарбонатні, йодо-бромні та натрієві мінеральні води, які дають можливість ефективно лікувати захворювання органів кровообігу, нервової системи, органів дихання не туберкульозного характеру, органів травлення, порушення обміну речовин тощо.
Своєрідність туристично-екскурсійного потенціалу області також визначена численними пам'ятками різних часів з відомими історико-культурними заповідниками, пам'ятниками та музеями. Це відомі у світі Одеський державний академічний театр опери та балету, знамениті Потьомкінські сходи, українська Венеція — місто Вилкове, фортеця XII — XV сторіччя в місті Білгород-Дністровському, розкопки античних міст Тіри і Ніконії, пам'ятники культової архітектури в містах Одесі, Ізмаїлі, Рені, Кілії та багато чого іншого.
Понад 5000 об'єктів культурної спадщини та 120 об'єктів природно-заповідного фонду загальнодержавного та місцевого значення створили Одещині імідж одного з найвідоміших і найпопулярніших, насамперед через свою самобутність, місць для відвідування туристами і відпочивальниками.
На території області є 92 природно-заповідні зони, у тому числі державного значення — Дунайський біосферний заповідник, Дунайські і Дністровські плавні, Тилігульський регіональний ландшафтний парк, ботанічний сад Одеського національного університету ім. І. І. Мечникова, 19 парків-пам'ятників садово-паркового мистецтва тощо.

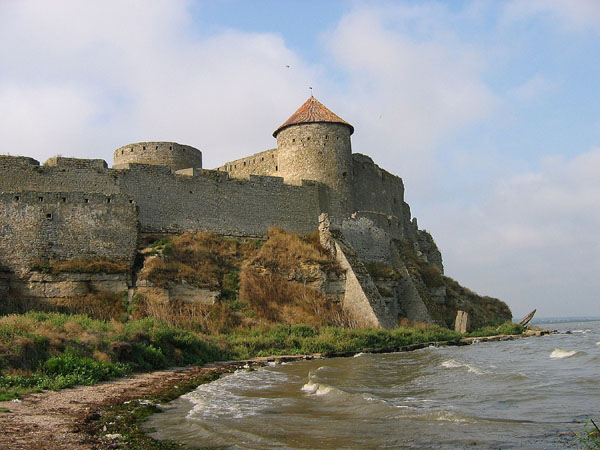
Аккерманська фортеця
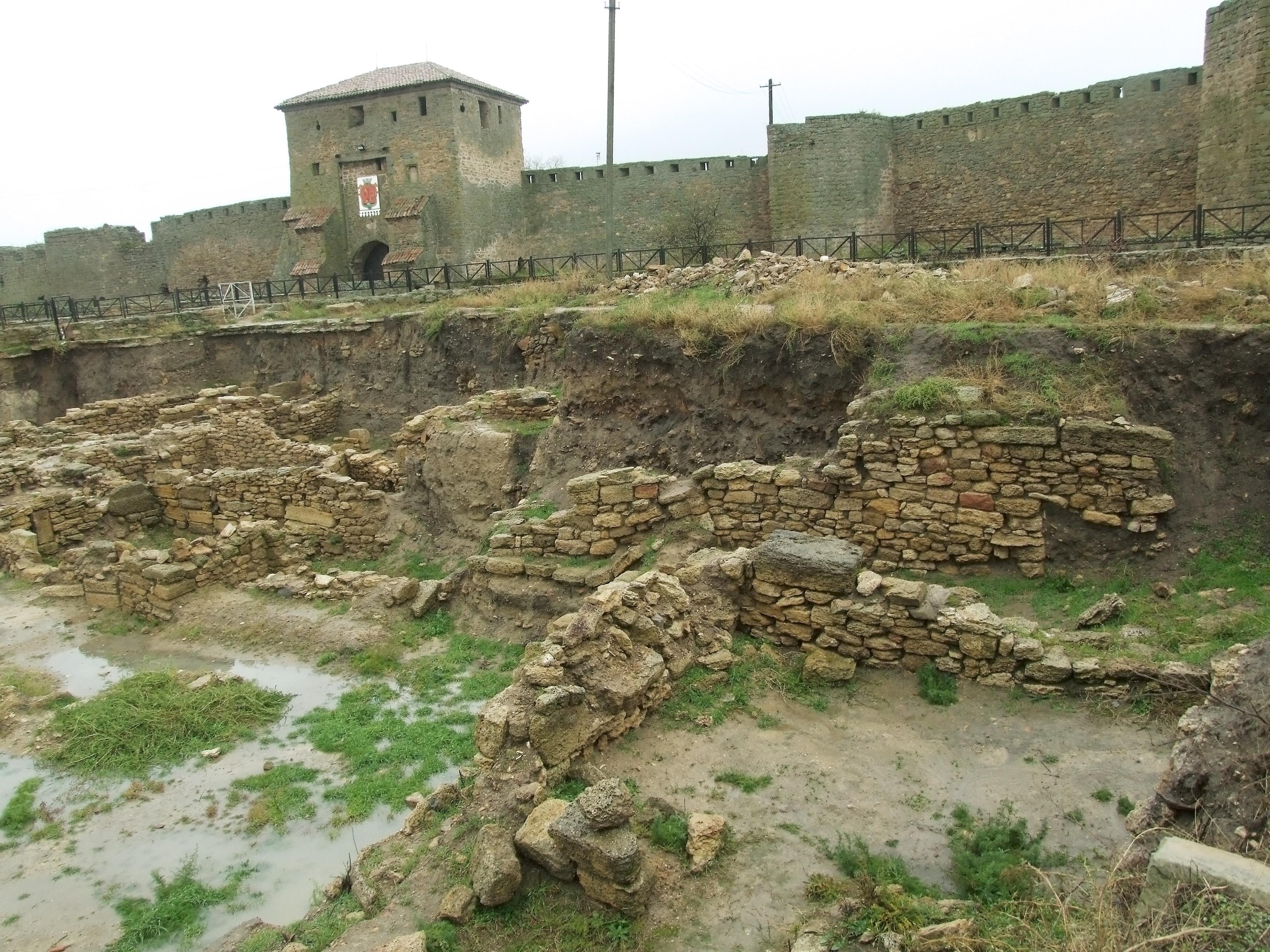
Залишки будівель Тіри, під стінами Аккерманської фортеці
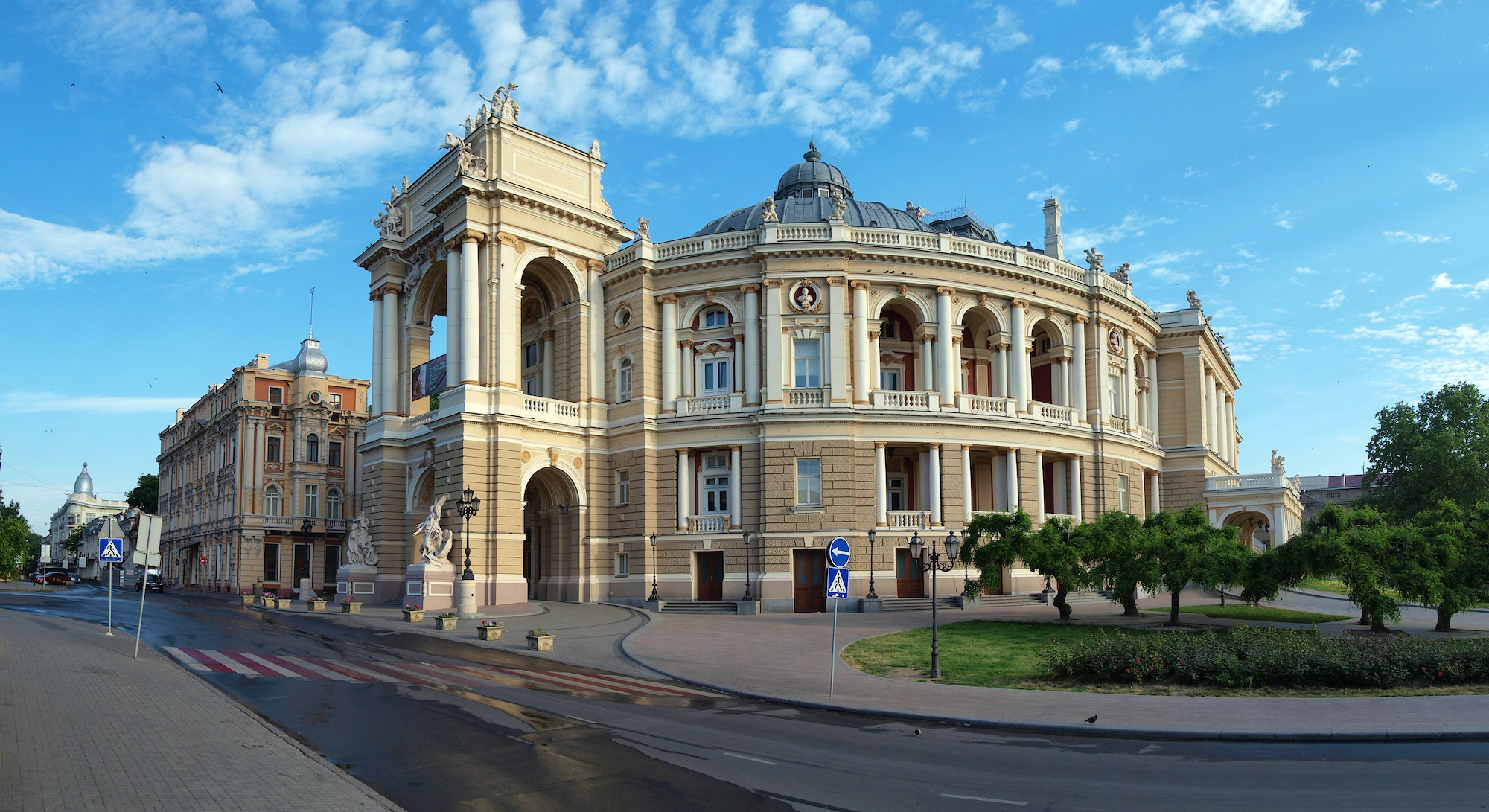
Одеський оперний театр
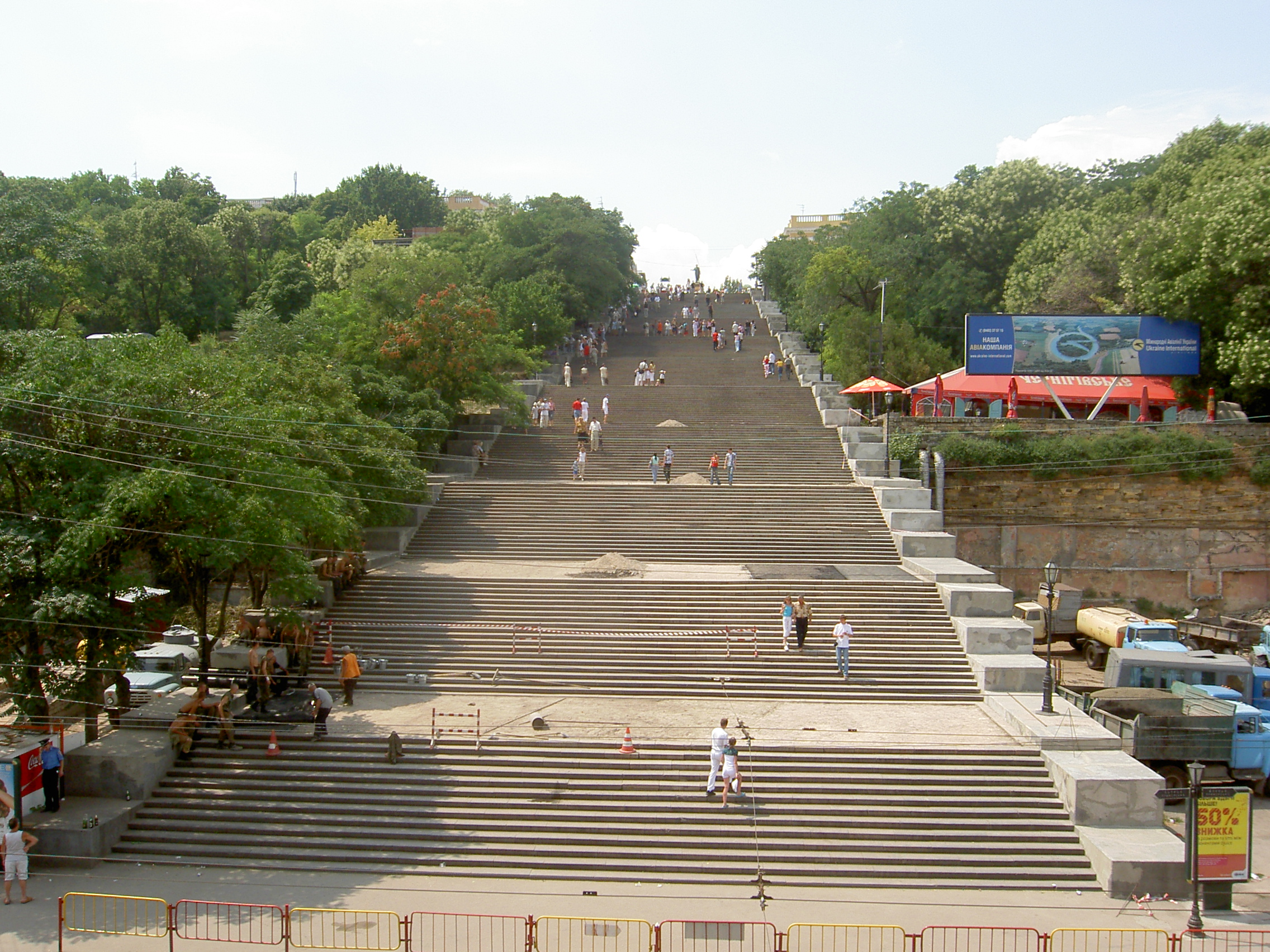
Потьомкінські сходи, Одеса
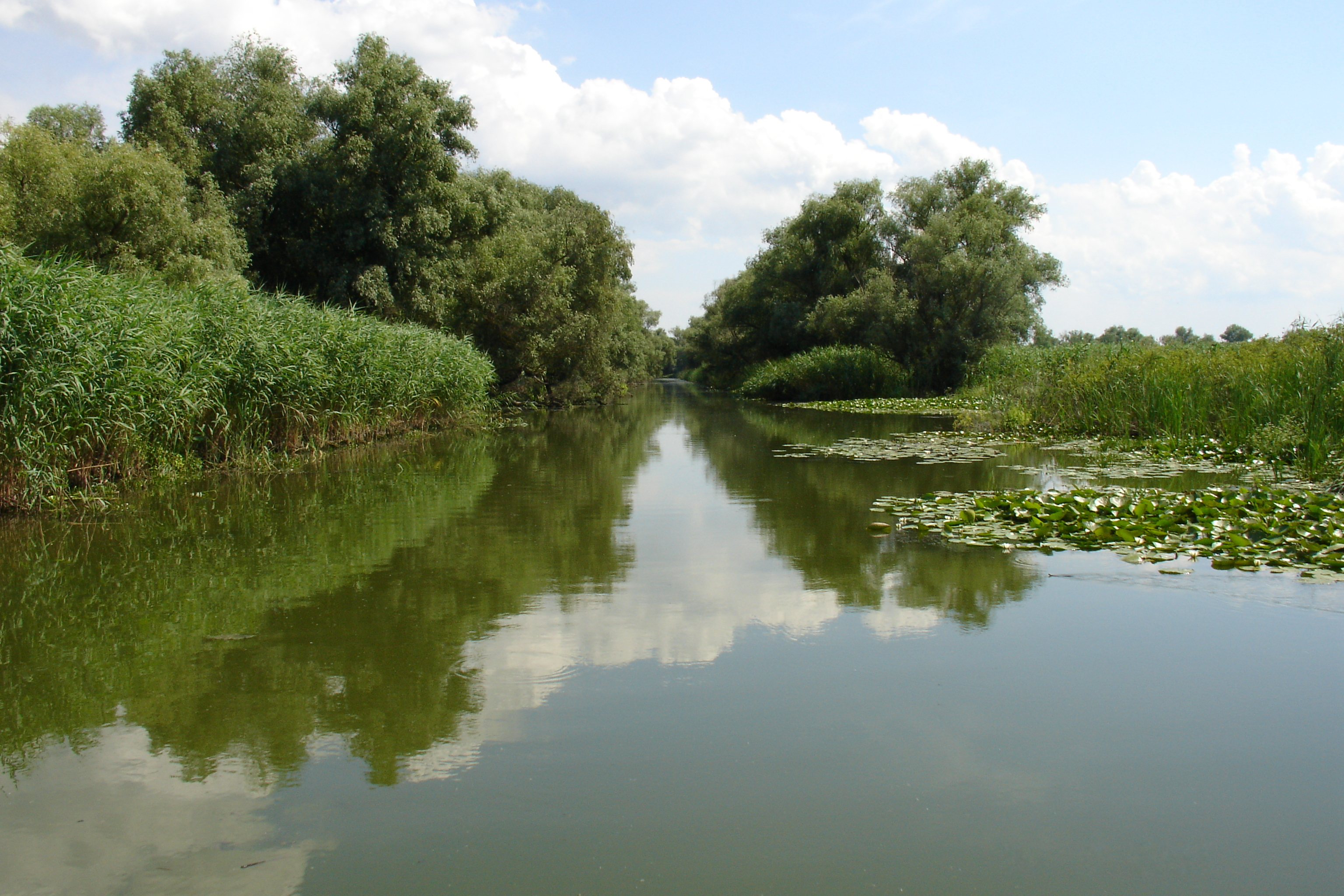
Дунайський біосферний заповідник, типовий ландшафт, сформований очеретом та вербами